# Pteromalus dimiduis
Pteromalus dimiduis is een vliesvleugelig insect uit de familie Pteromalidae. De wetenschappelijke naam is voor het eerst geldig gepubliceerd in 1898 door Dalla Torre.